# (23591) 1995 UP44
(23591) 1995 UP44 est un astéroïde de la ceinture principale d'astéroïdes découvert en 1995.

## Description
(23591) 1995 UP44 a été découvert le 26 octobre 1995 à Nyukasa, dans la préfecture de Nagano, au Japon, par Masanori Hirasawa et Shohei Suzuki.

### Caractéristiques orbitales
L'orbite de cet astéroïde est caractérisée par un demi-grand axe de 2,34 UA, un périhélie de 2,04 UA, une excentricité de 0,13 et une inclinaison de 5,80° par rapport à l'écliptique. Du fait de ces caractéristiques, à savoir un demi-grand axe compris entre 2 et 3,2 UA et un périhélie supérieur à 1,666 UA, il est classé, selon la JPL Small-Body Database, comme objet de la ceinture principale d'astéroïdes.

### Caractéristiques physiques
(23591) 1995 UP44 a une magnitude absolue (H) de 14,1 et un albédo estimé à 0,458.